# Ptilodactyla exotica
Ptilodactyla exotica is een keversoort uit de familie Ptilodactylidae. De wetenschappelijke naam van de soort is voor het eerst geldig gepubliceerd in 1927 door Chapin.